# Janko Holjac
Janko Holjac (Zagreb, 1865. – Zagreb, 1939.), hrvatski arhitekt.
Studirao je arhitekturu u Beču. Po povratku u Hrvatsku gradi i restaurira brojne crkve (sabornu crkvu u Plaškom, baziliku Srca Isusova u Zagrebu, župnu crkvu sv. Katarine u Nevincu, te brojne stambene i javne građevine. Dugogodišnji zagrebački gradonačelnik. Član HAZU-a.

## Vanjske poveznice
- Holjac, Janko Hrvatska tehnička enciklopedija, portal hrvatske tehničke baštine. LZMK